# Maurice Lebel
Pour les articles homonymes, voir Maurice Le Bel.
Maurice Lebel est un helléniste, professeur à l'Université Laval et écrivain québécois né à Saint-Lin, le 24 décembre 1908, décédé le 24 avril 2006 à 97 ans.
Il avait épousé Eva Sophie Batt. Il est père d'André, Marc et Michel Lebel.

## Honneurs
- 1942 - Prix Athanase-David
- 1947 - Membre de la Société royale du Canada
- 1948 - Prix Théodore Reinarch (France)
- 1962 - Médaille Pierre-Chauveau
- 1966 - Prix de la langue-française de l’Académie française
- 1979 - Médaille Gloire de l'Escolle
- 1994 - Officier de l'Ordre national du Québec

- Prix Venizelos (Grèce)

- Commandeur de l'Ordre du Phoenix (Grèce)
- Commandeur de l'Ordre du St-Sépulcre de Jérusalem
- Médaille du Centenaire de la Confédération
- Médaille du 25e de l'Ordre du Canada